# ...And You Will Know Us by the Trail of Dead

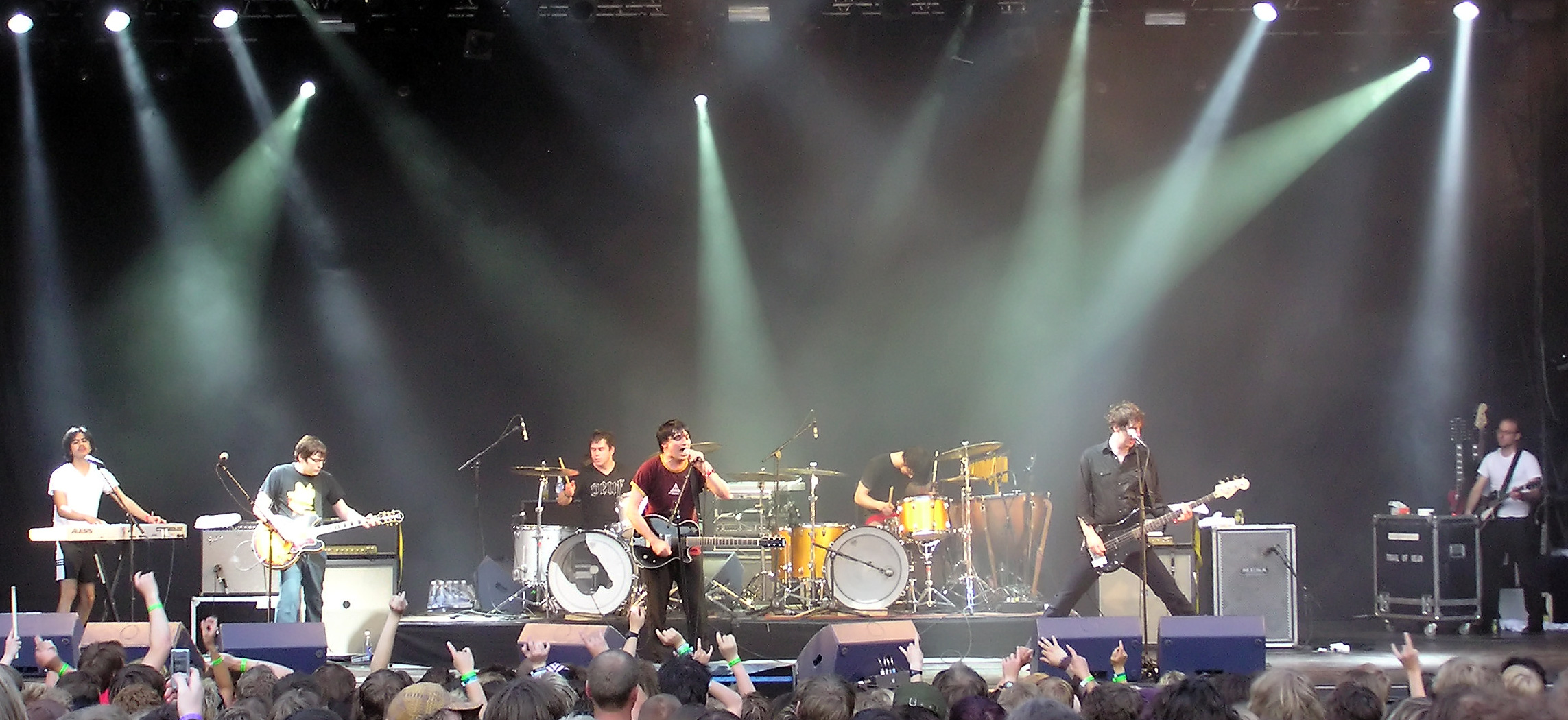
...And You Will Know Us by the Trail of Dead op het Quart Festival 2005, Noorwegen.

...And You Will Know Us By The Trail Of Dead is een experimentele Amerikaanse indierockband uit Austin, Texas. Opgericht in 1994 door Jason Reece en Conrad Keely, debuteren zij in 1998 met een titelloos album en breken in het underground circuit door met de in 2002 verschenen plaat Source Tags & Codes. De muzikale weg wordt voortgezet met het in 2005 verschenen Worlds Apart.
De band staat bekend om hun furieuze optredens waarbij de zangers Jason Reece en Conrad Keely elkaar afwisselen op zang, slagwerk en gitaar. Optredens eindigen vaak in het vernielen van instrumenten en apparatuur. In 2005 stond het zestal op Rock Werchter en opende op de marquee.
De band heeft totaal negen albums uitgebracht, waarvan het laatste, het toepasselijk getitelde IX, in 2014 verscheen. 

## Bandleden
- Conrad Keely - zang, gitaar, slagwerk, piano
- Jason Reece - zang, gitaar, slagwerk
- Kevin Allen - gitaar, zang
- Danny Wood - basgitaar, zang
- Doni Schroader - slagwerk
- David Longoria - keyboards, zang

## Discografie
- And You Will Know Us by the Trail of Dead (1998)
- Madonna (1999)
- Source Tags & Codes (2002)
- Worlds Apart (2005)
- So Divided (2006)
- The Century Of Self (2009)
- Tao Of The Dead (2011)
- Lost Songs (2012)
- IX (2014)
- X: The Godless Void and Other Stories (2020)
- XI: Bleed Here Now (2022)

## Singles
- 2000: "Mistakes & Regrets"
- 2002: "Another Morning Stoner"
- 2002: "Relative Ways"
- 2004: "Worlds Apart"
- 2005: "And the Rest Will Follow"
- 2006: "A Classic Art Showcase"
- 2006: "Wasted State of Mind"
- 2009: "Isis Unveiled"